# Taneyamagahara no Yoru
Taneyamagahara no Yoru (種山ヶ原の夜, Brasil: A Noite de Taneyamagahara ) é um curta-metragem animado japonês de 2006, com direção e roteiro de Kazuo Oga, baseado no conto homônimo de Kenji Miyazawa. Foi produzido pelo aclamado estúdio Ghibli e lançado diretamente em DVD no dia 7 de julho, distribuído pela Buena Vista Home Entertainment Japan.

## Sinopse
Quatro trabalhadores esperam a noite ao redor de uma fogueira — três deles estão falando de coisas diferentes quando começam a ouvir ruídos estranhos — a conversa deles acorda um companheiro que rapidamente volta a dormir.

## Elenco
- Hatsuo Yamaya (diálogos)
- Ensemble Planeta (canções)